# Natalia Ivanova (football)
Pour les articles homonymes, voir Natalia Ivanova.
Natalia Ivanova est une footballeuse kazakhe née le 11 décembre 1979. Elle évolue au poste de milieu de terrain pour le CSHVSM. Elle est membre de l'équipe  du Kazakhstan de football féminin.

## Biographie

### Carrière en club
Durant les années 2000, Natalia Ivanova a évolué pour les clubs de l'Alma KTZH (appelé auparavant Temir Zholy), du FK Universitet Vitebsk et du CSHVSM. Sa première apparition en compétition européenne a lieu le 16 juillet 2003 pour le compte des qualifications de la Coupe féminine de l'UEFA 2003-2004 entre le Temir Zholy et le Cardiff City Ladies Football Club.

### Carrière en sélection nationale
La première apparition en sélection nationale dans une compétition de l'UEFA pour Ivanova vient aux qualifications pour le Championnat d'Europe de football féminin le 24 août 2003 contre l'Estonie (les Kazakhes s'imposent 3-2). Elle n'a jamais connu de phase finale de compétition internationale avec le Kazakhstan.